# 颗粒燃料供暖
颗粒燃料供暖是主要用木颗粒（由木屑和锯末制成的小颗粒）做为燃料的一种供暖系统。偶尔也会使用其他颗粒燃料，例如秸秆颗粒等。目前的中央供暖系统使用的是木屑颗粒作为主要能源，在运行和维护方面与石油、天然气供暖系统相当。

## 类型
颗粒供暖系统有两种类型，一种是直接放在房间里供暖的单炉，另一种是包括有控制和反馈系统的中央供暖系统。

### 颗粒炉
颗粒炉（单炉）通常放置在客厅，它的最大功率范围一般在6-8 千瓦。单个颗粒炉的范围与燃木炉一样，包括带有观察窗的类型，可以看到燃烧时的内部景色。

### 颗粒锅炉

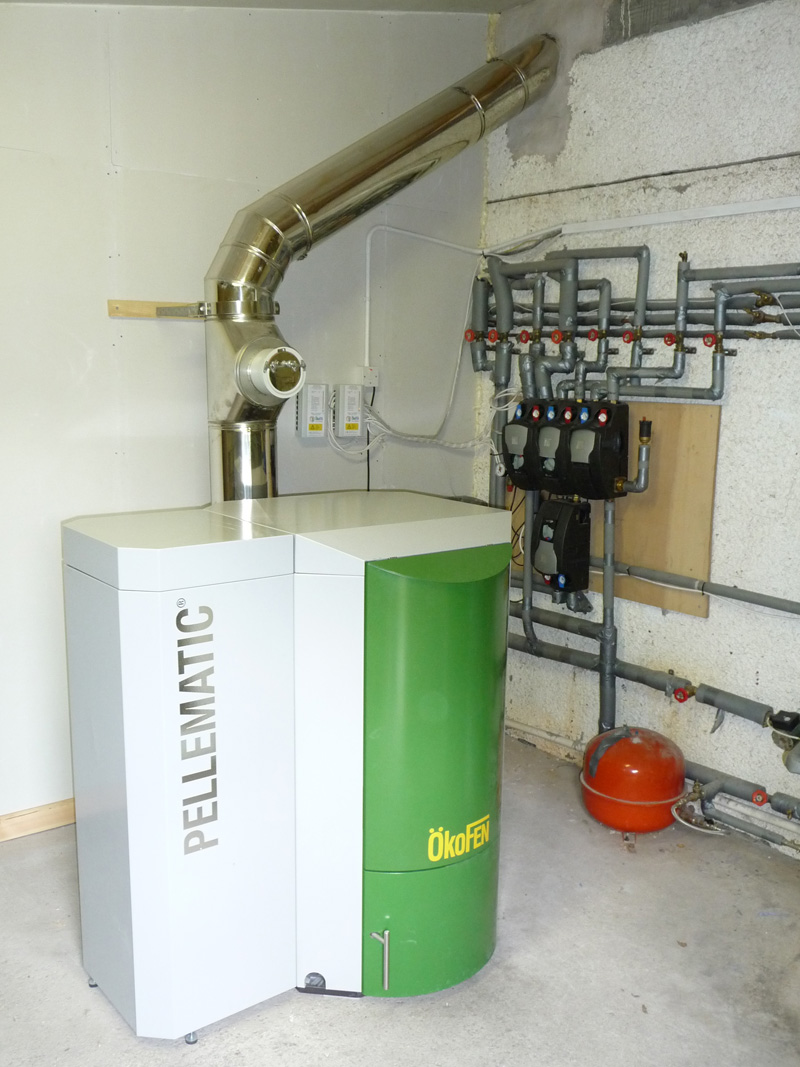
地窖内的颗粒供暖系统

颗粒燃料锅炉适用于热负荷超过3.9千瓦的集中供热系统。颗粒燃料中央供暖系统适合于大型住宅或商业单位，其热量需求在几百千瓦左右。颗粒燃料中央供暖系统在满负荷运行时效率最高，通常可以将输出调节至最高满负荷的30%。由于颗粒燃料锅炉的预热阶段通常比燃油或天然气锅炉更长，因此较短的燃烧阶段可能对燃料效率产生负面影响。

## 操作方法
与木片燃料供暖系统相似，颗粒燃料供暖系统会根据燃烧室的需要，定期自动从颗粒储存库或日用罐输送颗粒燃料。通过加热回路产生的热量，颗粒燃料锅炉中的水被加热。热量的分布方式与其他使用水进行热量传递的系统相同。不同于石油或天然气供暖系统，颗粒供暖系统需要集成热水箱来减少热量损失。

### 燃烧装置
炉子会自动供应可燃材料。系统的控制技术逐渐调节燃料输入，以匹配所需的热量输出。根据具体系统的不同，木颗粒可以通过热风机自动点燃。
木颗粒供暖系统采用多种不同的装料和燃烧技术。目前，有专门开发的颗粒燃烧装料技术，例如落槽燃烧、侧喂燃烧以及滚筒炉排系统。颗粒燃料的装料和燃烧方式可以分为五种技术：
- 落轴式燃烧器- 颗粒沿着落槽滑入燃烧锅。通过这种方式，可以精确地限定燃烧区域，从而实现对燃烧过程的精确控制。相较于其他系统，这种技术产生的残余灰烬最少，并且可以通过清洁装置从燃烧锅中清除。落轴式燃烧器通常被应用于颗粒炉。。
- 滚筒炉排系统- 颗粒燃料从上方落到缓慢转动的钢板上，这些钢板之间的间隙很小。撇渣器在每次旋转时清洁间隙空间，确保灰烬可以顺畅地落下，同时燃烧所需的空气可以向上输送。
- 底部进料燃烧器- 颗粒燃料通过螺旋钻从下方压入燃烧板，然后在燃烧板上燃烧，剩余的灰烬从板的边缘落入下方的灰盘中。
- 侧进式燃烧器或回旋式燃烧器- 其功能类似于侧喂燃烧，但与之不同的是燃料通过螺旋钻从侧面压入燃烧板上。同时，可以根据需要配置燃烧板和空气供应以匹配特定的性能要求。
- 抽吸技术下降溜槽系统与固体金属旋转阀相结合，能够确保100%的回烧安全性，并且可以防止旋风分离器或抽吸涡轮被灰尘覆盖。窄而高的旋风除尘器可以清除回风中的灰尘，从而确保涡轮机的最大使用寿命。通过采用下降原理的可变控制火床以及高燃烧室温度，实现了调制特性的可能性。

### 功率范围和效率
颗粒系统具有不同的功率范围，单炉从约3.9千瓦到（4-20）千瓦左右。目前大多数可用系统都具备对燃料和燃烧空气供应进行功率控制的能力，以使其能够在满负荷和部分负荷下运行。目前，颗粒锅炉在满负荷（名义热输出）运行时的燃烧效率约为85-95%。
除少数例外情况外，当颗粒锅炉在部分负荷下运行时，其效率会降低。所描述的加热效率可能与实际工厂效率存在较大差异，这是由于工厂设计和实际操作等因素导致的。工厂的具体情况对颗粒锅炉的性能起着重要的影响。

### 储存与排放

#### 储存
木颗粒散装储存于罐或储存区域中，并通过输送系统供应至燃烧器。储存区域必须保持干燥，因为颗粒在储存过程中会受潮湿的墙壁或高湿度的影响而吸湿，并导致颗粒破碎。
与石油相比，木颗粒需要大约三倍的存储体积，但占用较少的空间技术投入，因为木颗粒与取暖油不同，是水污染物质。对于存储，颗粒可以放置在单个存储空间中。存储室的地板通常呈漏斗形状，使用木材制成。漏斗的末端是螺旋输送机或提取管的入口。存储室设有多个出料点，以确保即使一个出料点出现问题，也能保持顺畅运行。作为储存的替代方案，可以使用预制织物或钢板制成的储罐。 如果建筑物内有足够的空间，可以选择使用埋地地下储罐或独立式筒仓。在高湿度地区，使用必须密封的储罐系统以确保颗粒燃料的质量非常重要。

#### 输送
为了将颗粒从储存设施输送到锅炉房，可以采用不同的系统：鼓风机或螺旋输送机。选择主要取决于储藏室到锅炉房的距离。如果距离超过两米，通常需要采用灵活的多级螺旋输送机。鼓风机系统具有灵活性，可用于输送距离长达20米。颗粒通常通过倾斜的罐底或料斗出口进行排出。